# Lianyungang
Lianyungang (xinès simplificat: 连云港, xinès tradicional: 連雲港) és una ciutat a nivell de prefectura al nord-est de la província de Jiangsu, a la Xina. Limita amb Yancheng al sud-est, Huai'an i Suqian al sud, Xuzhou al sud-oest i la província de Shandong al nord.
L'any 2010 la població de Lianyungang era de 4.393.914 habitants, dels quals 1.050.523 vivien a l'àrea urbanitzada (o metro) formada pels districtes de Haizhou i Lianyun.

## Etimologia
El seu nom deriva de l'illa de Lian, l'illa més gran de Jiangsu, que es troba a la seva costa, i el pic de Yuntai, el cim més alt de Jiangsu, a pocs quilòmetres del centre de la ciutat, i el fet de ser un port. El nom es pot traduir literalment com "el port que connecta els núvols".

## Història
Lianyungang va ser un dels quatre ports originals oberts al comerç exterior a la dècada de 1680 pel Govern de la dinastia Qing. Els altres eren Ningbo, Xiamen i Guangzhou.
Lianyungang era coneguda a Occident com Haichow (romanització postal), que significa la ciutat del mar.

## Economia

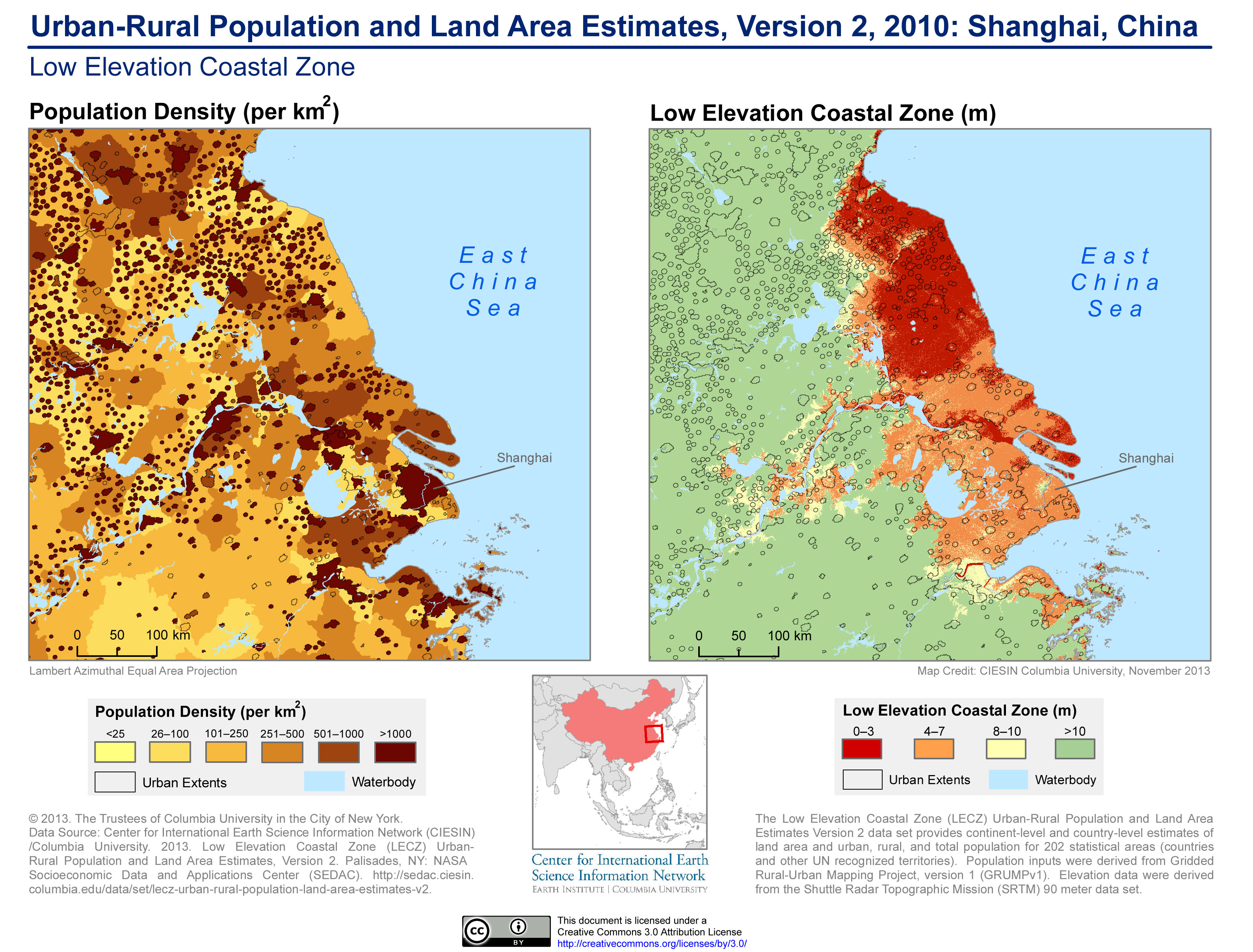
Densitat de població i zones costaneres de baixa elevació a la zona de Xangai. Lianyungang és especialment vulnerable a l'augment del nivell del mar.

Lianyungang és una de les 14 primeres ciutats costaneres xineses que s'obren al món exterior i un centre creixent de la indústria, el comerç exterior i el turisme a l'est de la Xina. Es troba al costat est del New Eurasia Continental Landbridge (Nou pont terrestre euroasiàtic) i el Corredor de mercaderies nord-est oest proposat. El New Eurasia Continental Landbridge continua per terra, connectant Lianyungang amb més de 40 països i regions d'Europa, Àsia meridional i Orient Mitjà per xarxes ferroviàries.
El port de Lianyun, al centre de la costa, enllaça les rutes marítimes orientals amb les rutes terrestres occidentals. Es pot arribar al Japó i Corea del Sud a l'est de manera econòmica i còmoda des de Lianyungang. A prop del port, la central nuclear de Tianwan és una de les centrals nuclears més grans de la Xina, amb dues unitats operatives i sis més previstes. Lianyungang també és ric en recursos minerals. El comtat de Donghai té el 70% de la reserva nacional de cristall natural i fabrica el 80% dels productes de cristall de la Xina.
El govern xinès ha manifestat la seva intenció de construir un cinturó econòmic al llarg del pont terrestre continental de la Nova Eurasia en "el novè pla quinquennal d'economia nacional i desenvolupament social i l'objectiu a llarg termini per a l'any 2010". A "L'agenda del segle XXI de la Xina", Lianyungang es convertirà en un port marítim internacional que uneixi els països de la vora del Pacífic amb els de l'Àsia central. Al "Pla Nacional de Desenvolupament Oceànic" figura com una de les tres zones especials de desenvolupament.
La Zona de Desenvolupament Econòmic i Tecnològic de Lianyungang va ser aprovada pel Consell d'Estat com un dels primers lots de zones de desenvolupament a escala estatal el desembre de 1984. Es troba a la nova zona urbana de la costa oriental de la ciutat de Liangyungang. La distància a l'aeroport més proper, l'aeroport de Liangyungang, és de 10 a 20 km i la distància a l'autopista G310 més propera és de 10 a 20 km. El port de Lianyungang és a 20–50 km.
El 18 de juliol de 2019 es va iniciar la construcció d'un gran moll d'emmagatzematge petroquímic a la zona de Xuwei del port de Lianyungang.

## Administració
La ciutat prefectura de Lianyungang es divideix en 3 districtes i 4 comtats.
- Districte de Lianyun (连云区)
- Districte Xinpu (新浦区)
- Districte Haizhou (海州区)
- Comtat de Donghai (东海县)
- Comtat de Ganyu (赣榆县)
- Comtat de Guanyun (灌云县)
- Comtat de Guannan (灌南县)